# Lois Ríos
Xosé Lois Ríos Paredes (Moaña, Galiza, 1953), conhecido como Lois Ríos, é um sindicalista galego vinculado à União do Povo Galego (UPG) que participou nos trabalhos da União de Trabalhadores da Banca da Galiza (UTBG) e que teve um importante papel na criação do Sindicato Obreiro Galego (SOG) e na fundação da Intersindical Nacional dos Trabalhadores Galegos (INTG), da qual foi o seu primeiro secretário-geral, eleito em janeiro de 1982 durante o I Congresso da organização. Em 1983, foi sucedido no cargo por Xan Carballo, como segundo secretário-geral da INTG.